# Barbara Feldon

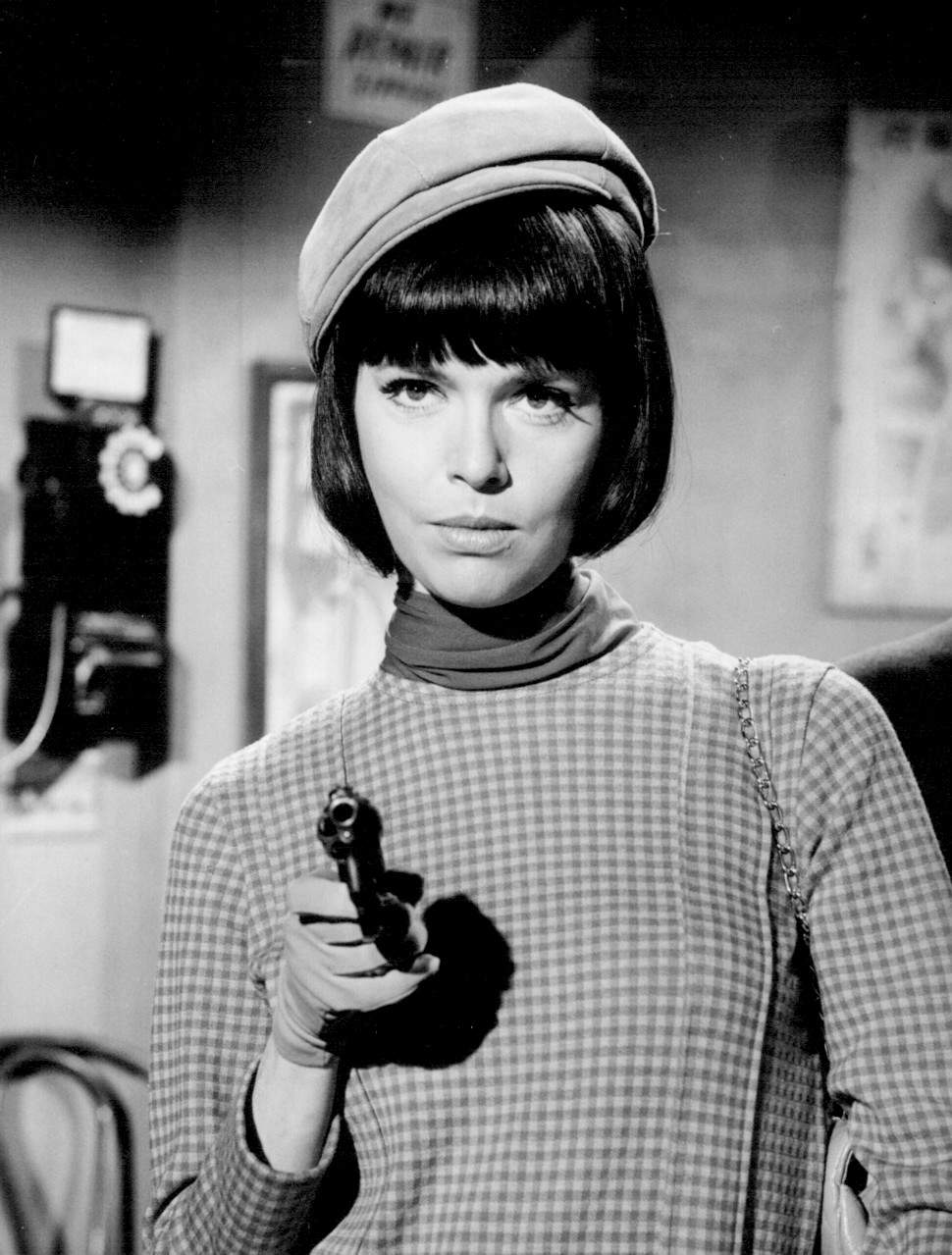
Agent 99 in der Comedy-Serie Mini-Max

Barbara Feldon (* 12. März 1933 in Bethel Park bei Pittsburgh, Pennsylvania als Barbara Hall) ist eine US-amerikanische Schauspielerin.

## Leben
Nach ihrem Abschluss an der Carnegie Mellon University 1955 zog Feldon nach New York, um als Schauspielerin zu arbeiten. 1957 gewann sie mit ihrem Fachgebiet Shakespeare den Höchstgewinn bei der Wissensshow The $64,000 Question, einem Vorläufer des Formats Who Wants to Be a Millionaire?. Den Gewinn investierte sie an der Börse und eröffnete dann mit Lucien Verdoux-Feldon eine Galerie, 1958 heiratete sie ihren damaligen Partner. Anfang der 1960er unterzeichnete sie mit der Firma Revlon einen Werbevertrag für ein Haarpflegemittel. Der von ihr dafür produzierte aufreizende Werbespot, in dem sie aus einem Tigerfell rollte, wurde landesweit in den Vereinigten Staaten ausgestrahlt, ohne dass sie dadurch wirklich bekannt geworden wäre. Einem Produzenten aber war der Spot aufgefallen, für ihn war Feldon die Wunschbesetzung für den weiblichen Gegenpart (Agent 99) in der Comedy-Serie Mini-Max. Nach ein paar Kurzauftritten in der Serie East Side/West Side (1964) ging der Wunsch dann in Erfüllung und Barbara Feldon machte sich mit dieser Rolle unsterblich. Nachdem die Serie 1970 abgesetzt wurde, war sie allerdings durch den Revlon-Werbespot und als augenzwinkernde Geheimagentin vom Typ her so festgelegt, dass man ihr kaum mehr Rollen angeboten hat.
Nach ihrer Scheidung 1967 heiratete sie im Jahr darauf den Produzenten Burt Nodella, von dem sie 1979 wieder geschieden wurde. Barbara Feldon blieb kinderlos.

## Filmografie (Auswahl)
- 1965–1970: Mini-Max (Fernsehserie, 137 Folgen)
- 1967: Die Lady und ihre Gauner (Fitzwilly)
- 1975: Lauter nette Mädchen… (Smile)
- 1976: Das große Ferienabenteuer (No Deposit, No Return)
- 1989: Die nackte Bombe II (Get Smart, Again!, Fernsehfilm)
- 1991: Cheers (Fernsehserie, Folge 9x18 Sam Time Next Year)
- 1993: Verrückt nach dir (Mad About You, Fernsehserie, Folge 1x20 The Spy Girl Who Loved Me)
- 1995: Maxwell Smart (Get Smart, Fernsehserie, fünf Folgen)
- 2006: Vater wider Willen (The Last Request)